# Eric Weisbach
Eric-Dominic Weisbach (* 26. Dezember 1996) ist ein deutscher Fußballschiedsrichter.

## Karriere
Eric Weisbach, der aus Halle (Saale) stammt, ist hauptberuflich Unternehmensberater. In seiner Schiedsrichtertätigkeit ist Weisbach im TSV Leuna im Verband Sachsen-Anhalt organisiert.
Weisbach stieg zur Saison 2022/23 in die 3. Liga auf. Sein Debüt war die Begegnung SV Meppen gegen Waldhof Mannheim am 14. August 2022.
Nach zwanzig geleiteten Spielen in zwei Drittligasaisons wurde Weisbach für die darauffolgende Saison 2024/25 in den Schiedsrichterkader der 2. Bundesliga berufen. Außerdem leitete er im Jahr 2024 mit der Begegnung zwischen dem FC Viktoria 1889 Berlin und dem FC Augsburg sein erstes DFB-Pokal-Spiel. In der 2. Bundesliga und im DFB-Pokal wurde er zuvor bereits als Linienrichter und in der 2. Bundesliga sowie in der 3. Liga als Vierter Offizieller eingesetzt.